# Gnoerichia buettneri
Gnoerichia buettneri is een spinnensoort in de taxonomische indeling van de krabspinnen (Thomisidae).
Het dier behoort tot het geslacht Gnoerichia. De wetenschappelijke naam van de soort werd voor het eerst geldig gepubliceerd in 1907 door Maria Dahl.